# Saison 1992 de l'équipe cycliste Chazal-Vanille et Mûre
La saison 1992 de l'équipe cycliste Chazal-Vanille et Mûre est la première de cette équipe, lancée en 1992 et dirigée par Vincent Lavenu. 

## Coureurs et encadrement technique

### Effectif
L'équipe est composée de 12 coureurs et 2 stagiaires ,,.
Robert Forest est victime d'un accident de voiture au mois de mai. Plongé un temps dans le coma, il mettra du temps à se remettre de ses blessures et ne pourra pas reprendre la compétition cycliste. Il est néanmoins conservé dans l'effectif de l'équipe en 1993 .
| Cycliste               | Date de naissance | Nationalité | Équipe 1991                              |
| ---------------------- | ----------------- | ----------- | ---------------------------------------- |
| Henri Abadie           | 13 février 1963   | France      | Toshiba                                  |
| Christophe Bastianelli | 21 novembre 1965  | France      | Mosoca-Chazal                            |
| Laurent Biondi         | 19 juin 1959      | France      | Tonton Tapis                             |
| Franck Boucanville     | 1er janvier 1966  | France      | Mosoca-Chazal                            |
| Christian Chaubet      | 19 juillet 1961   | France      | Toshiba                                  |
| Jean-Pierre Delphis    | 12 janvier 1969   | France      | VCVV Lyon (équipe amateur)               |
| Patrice Esnault        | 12 juin 1961      | France      | Amaya Seguros                            |
| Robert Forest          | 18 novembre 1961  | France      | Z                                        |
| Luigi Furlan           | 22 juin 1963      | Italie      | Helvetia                                 |
| Gérard Guazzini        | 11 septembre 1966 | France      | Mosoca-Chazal                            |
| Jocelyn Jolidon        | 26 décembre 1962  | Suisse      | Mosoca-Chazal                            |
| Franck Pineau          | 27 mars 1963      | France      | Mosoca-Chazal                            |
| Stagiaire              | Date de naissance | Nationalité | Équipe 1992                              |
| Jaan Kirsipuu          | 17 juillet 1969   | Estonie     | AC Boulogne-Billancourt (équipe amateur) |
| Oleg Kozlitine         | 22 septembre 1969 | Kazakhstan  | VC St-Quentin (équipe amateur)           |

### Encadrement
L'équipe est dirigée par Vincent Lavenu, Guy Brunot et Dominique Garde.

## Bilan de la saison

### Victoires
L'équipe remporte 8 victoires ,, :
| Date          | Course                                 | Pays       | Classe         | Vainqueur         |
| ------------- | -------------------------------------- | ---------- | -------------- | ----------------- |
| 02/04/1992    | 3e étape du Tour du Vaucluse           | France     | Open           | Jocelyn Jolidon   |
| 05/04/1992    | Classement général du Tour du Vaucluse | France     | Open           | Robert Forest     |
| 09/04/1992    | 2e étape du Circuit de la Sarthe       | France     | Open           | Robert Forest     |
| 21/04/1992    | Paris-Camembert                        | France     | 1.3            | Patrice Esnault   |
| 12/06/1992    | 3e étape de la Route du Sud            | France     | 2.4            | Luigi Furlan      |
| 10-26/07/1992 | 5e étape de la Milwaukee Superweek     | États-Unis | Critérium open | Luigi Furlan      |
| 10-26/07/1992 | 12e étape de la Milwaukee Superweek    | États-Unis | Critérium open | Christian Chaubet |
| 08/10/1992    | 1re étape de Paris-Bourges             | France     | Nationale      | Jaan Kirsipuu     |